# 莫土司衙署
24°04′01″N 108°40′05″E / 24.06694°N 108.66806°E
莫土司衙署位于中国广西壮族自治区来宾市忻城县城关镇，是莫姓土司明清两代的衙署和府第，是中国西南地区现存规模最大、最完整的土司衙署，对土司制度的研究有重要价值，1996年被列为第四批全国重点文物保护单位。
莫土司衙署始建于明万历十年（1582年），时任土司为莫氏第八代土司莫镇威，到清光绪三十二年（1906年）土司制度被废，共经历了三百多年历史。土司衙署地处翠屏山北麓，坐南朝北，占地四万余平方米，中轴线上有大门、大堂、二堂、三堂、后苑、祠堂、祭堂、代理土司官邸等，周围有大夫第、参军第、官族府第、汉堂邸、镇威亭、陵园、龙吟洞、练武场等建筑。主体建筑均为砖木结构。